# ویسواف کوماسا
ویسواف کوماسا (لهستانی: Wiesław Komasa؛ ‏ تلفظ لهستانی: [ˈvjɛswaf]؛ ‏ ۱۵ ژانویه ۱۹۴۹) بازیگر و کارگردان نمایش اهل لهستان است.
از فیلم‌ها یا مجموعه‌های تلویزیونی که وی در آن‌ها نقش داشته است، می‌توان به ۳۰۰ مایل تا بهشت، مزرعه، خون از خون، پزشکان، کمیسر آلکس، پدر متیو،  نشانه‌گذاری‌شده، در خوشی و سختی، اتاق خودکشی، فهرست شیندلر و بر گوی نقره‌ای اشاره نمود.